# Kirn
Kirn är en stad i Rheinland-Pfalz i Tyskland med cirka 8 500 invånare. Staden ligger vid floden Nahe, ca 10 km nordost om Idar-Oberstein and 30 km väster om Bad Kreuznach. Den tyska musikern Frank Farian som är mest känd för att ha skapat gruppen Boney M är född i Kirn.